# 雨と夢のあとに
『雨と夢のあとに』（あめとゆめのあとに）は、柳美里（ゆう みり）のファンタジーや幽霊を題材とした小説。『野性時代』で連載の後、角川書店から2005年4月に発行。2008年4月に刊行された角川文庫の解説を角田光代が担当。
また、それをモチーフとし2005年にテレビ朝日の金曜ナイトドラマで放送されたテレビドラマ、および舞台作品である。

## あらすじ
小学6年生の雨は、父親で写真家の朝晴の帰りを待っていた。朝晴は昆虫の写真を撮りに台湾に行ったきり全く連絡をよこさず、雨は一人寂しく暮らしていた。雨の母親は雨が2歳の時に失踪し、それ以来父娘二人で暮らしてきた。
そんなある日、雨は不思議な夢を見る。朝晴がよくコントラバスで弾くフォーレの「夢のあとに」が聞こえてきたのと同時に、穴へ落ちていく・・・その穴の中には、朝晴が居た。
音信不通になってから10日後、雨が学校から帰ると朝晴が帰ってきていた。朝晴はコウトウキシタアゲハを捕まえようとして穴に落ちてしまい、何とか救助してもらって帰還したのだ。
元の生活に戻った雨だが、だんだんと朝晴の行動に違和感を覚えるようになる・・・

## テレビドラマ
2005年4月15日から6月17日まで毎週金曜日23:15 - 翌0:10に、テレビ朝日系「金曜ナイトドラマ」枠で放送された。主演は黒川智花と沢村一樹。
主要人物など重なるところもあるものの、内容は小説とは全く別物。
テレビ朝日では2007年2月15日から2月28日に月 - 金曜日13:55 - 14:49（関東ローカル）で再放送。

### 概要
生前から好意を持っていた人、霊能者、または自分自身も幽霊である人しか幽霊が見えないという設定である。
いつ朝晴が雨に自分の死を知らせるのか（知らせることで朝晴は成仏してしまうとされる）、朝晴と野中マリアとの親権争い、朝晴と暁子との関係が進展するのかが中心となる。また、暁子は朝晴に好意を寄せているという設定。

### あらすじ
物語は二人暮しをしていた中学生の雨とその父親・朝晴親子が主人公である。朝晴は自らのライフワークとする蝶の採集で度々外出することが多く、雨はそれに対する思いが募る。しかしある時台湾に「コウトウキシタアゲハ」という幻の蝶（ちなみにこの蝶は実在する）を捕まえようと出かけた朝晴が、不慮の事故で帰らぬ人となってしまった。
だが雨の朝晴に対する思いから幽霊となって雨のもとに帰るが、自らが死んでいることには全く気付いていない。しかし、ある日同じマンションに住んでいる隣人・暁子に自らが幽霊であることを知らされる。雨はまだ朝晴の死を知らない。

### キャスト

#### 桜井家の住むマンション
桜井雨〈14〉
演 - 黒川智花（幼少期：小林愛里香〈ノンクレジット〉）
主人公で402号室の入居者。杉並区立飛鳥第三中学校の2年生。マンションに父親と二人暮らし。幽霊である朝晴と生活することで、他の幽霊も見えるようになる。朝晴が幽霊だということは、まだ気づいていない。
小柳暁子〈29〉
演 - 木村多江
401号室の入居者。雨たちの隣人。イラストレーター。霊感が強く、朝晴が霊であることを見抜き、よき相談相手になる。だが暁子には、ある秘密があった。
桜井朝晴（さくらい ともはる）〈31〉
演 - 沢村一樹
雨の父（血のつながりはない）。ジャスベーシスト。幻の蝶を求めて台湾へ渡るが、不慮の事故により密林で死去する。だが幽霊となって雨の元へ帰ってくる。雨には自分が死んでいることは隠し続けている。
プロのミュージシャンを目指して高校を中退して上京し、マリアと出会い結婚。しかし、マリアは二人を残して家を出て行ってしまう。

#### ライブハウス「ROOSTER」
早川北斗〈18〉
演 - 速水もこみち
岳男と霧子の息子。弁護士志望。「ROOSTER」で手伝いをしている。雨の兄的存在で、朝晴が幽霊だということは、まだ気づいていない。
ミキ
演 - 池端忍（第1話 - 第4話・第6話・第7話・最終話）
「ROOSTER」の店員。
早川霧子〈38〉
演 - 美保純
岳男の妻。北斗の母。「ROOSTER」を切り盛りしている。第4話で朝晴の死を聞かされるが、霧子には朝晴の姿は見えない。
早川岳男〈42〉
演 - ブラザートム（Bro.TOM）
朝晴の親友。霧子の夫。北斗の父。「ROOSTER」のオーナー。恐妻家。息子には厳しく、妻には弱い。第3話で朝晴から死んでいることを聞かされるが、その事を雨に知られないよう手助けする。

#### 杉並区立飛鳥第三中学校
藤原拓人
演 - 西川浩幸
教師。雨の担任。
畑中星子
演 - 本田有花
2年生。雨の友達。
岡田雪菜
演 - 葵
2年生。雨の友達。
坂口
演 - 渡辺妙子（第2話・第6話・第9話・最終話）
図書館司書。

#### その他
白坂真昼〈20〉
演 - 浅見れいな
音楽大学の2年生。ヴァイオリン専攻。ライブハウスにいつも違う男を連れてくるが、本命は朝晴。
青山
演 - 野田よし子（第2話 - 第6話・第8話・最終話）
マリアのマネージャー。
桜井波代
演 - 沢田亜矢子（第4話・第8話・最終話）
朝晴の母。
桜井洋平
演 - 山田明郷（第8話・最終話）
朝晴の父。リンゴ農家。
野中マリア〈40〉
演 - 杏子（第2話 - ）
雨の実母。朝晴の元妻。ジャズシンガー（ミュージシャン）。本名：桜井月江。不倫相手の矢島向陽との間に雨を身篭るが破局。やがて朝晴と結婚するが、二人を残して出て行ってしまう。
ライブハウスで雨と出会い、引き取ることに成功するが、自業自得であるが逃げられてしまう。朝晴が幽霊だということは、まだ気づいていない。

#### ゲスト
第1話
- 警官（警官という立場を利用して雨に接触する・幽霊） - 平田満

第2話
- 石田早苗（百合子の母・クラブのママ） - 高畑淳子
- 柳ジョージ（本人役 / 第3話にも出演）
- 石田百合子（5年前に学校で事故死した地縛霊） - 通山愛里

第3話
- 大島香澄（自分の死因や家族の記憶がない霊） - 高橋由美子

第4話
- 久慈正太郎（ジャズピアニストの霊） - 山下徹大
- 久慈康彦（サックスプレイヤー） - 中村俊太
- 真昼の友人 - 荻野貴匡

第5話
- 梅津誠一（留守中に家が全焼し自分以外の家族は死んでしまう） - 佐藤二朗
- 梅津信子（真弓の母・幽霊） - 阪上和子
- 梅津真弓（誠一の妻・幽霊） - 大森美紀子
- 梅津志織（誠一と真弓の長女・幽霊） - 斎藤千晃
- 梅津智也（誠一と真弓の長男・幽霊） - 篠田拓馬
- 梅津勇太（誠一と真弓の次男・幽霊） - 深澤嵐
- ドラム - 齋藤たかし
- サックス - 藤田淳之介
- ピアノ - 増永宏暁

第6話
- 矢島向陽（雨の実父） - 中原丈雄

第7話
- 瑠璃子（三年前に死んだ成仏できない霊） - 矢沢心
- 奥田美和子（本人役）
- ピアノ - 松浦晃久
- ギター - 梶原健生

第8話
- 熊岡（睡眠薬を過剰摂取して自殺した霊） - 平尾良樹
- 絵里（熊岡の元恋人） - 夏秋佳代子
- 不動産屋 - 俵木藤汰（第9話にも出演）

第9話
- 高柴史郎（カメラマン・暁子の元恋人） - 上川隆也
- 柏木ななえ（暁子の友達） - 西尾まり
- 杉山（杉並西警察署の刑事） - デビット伊東
- 桂川（弁護士） - 宇納侑玖

最終話
- 広瀬（精神科医） - 青山勝

### スタッフ
- 原作 - 柳美里
- 脚本 - 成井豊（演劇集団キャラメルボックス）、真柴あずき（演劇集団キャラメルボックス）
- 演出 - 麻生学（フリー）、常廣丈太（テレビ朝日）、唐木希浩、新村良二（5年D組）
- チーフプロデューサー - 五十嵐文郎（テレビ朝日）
- プロデューサー - 中込卓也（テレビ朝日）、椿宜和、藤本一彦（角川映画）
- 制作 - テレビ朝日、角川映画

### 主題歌
- 奥田美和子「雨と夢のあとに」（BMG JAPAN）[2]

原作者の柳美里作詞でスマッシュヒットを記録。2005年5月27日に奥田美和子はこの曲で同局の音楽番組『ミュージックステーション』にテレビ初登場。さらに同日、第7話のオープニングで本人役として、主題歌の同曲を歌った。
- 奥田美和子「日曜日の朝」（BMG JAPAN）

第7話劇中歌。アルバム『二人』収録。

### 放送日程
| 章                                                            | 各話   | 放送日        | サブタイトル      | 演出     | 視聴率 |
| ------------------------------------------------------------- | ------ | ------------- | ----------------- | -------- | ------ |
| 第一章                                                        | 第1話  | 2005年4月15日 | 死んでも君を守る  | 麻生学   | 09.5%  |
| 第一章                                                        | 第2話  | 2005年4月22日 | 母を探す美少女霊  | 麻生学   | 09.7%  |
| 第一章                                                        | 第3話  | 2005年4月29日 | 告白              | 常廣丈太 | 09.8%  |
| 第一章                                                        | 第4話  | 2005年5月06日 | 親                | 唐木希浩 | 08.4%  |
| 第一章                                                        | 第5話  | 2005年5月13日 | 嘘                | 新村良二 | 09.5%  |
| 第一章                                                        | 第6話  | 2005年5月20日 | 別離              | 麻生学   | 09.2%  |
| 最終章                                                        | 第7話  | 2005年5月27日 | 破綻              | 唐木希浩 | 10.5%  |
| 最終章                                                        | 第8話  | 2005年6月03日 | 決心              | 常廣丈太 | 11.5%  |
| 最終章                                                        | 第9話  | 2005年6月10日 | 暁子              | 唐木希浩 | 08.8%  |
| 最終章                                                        | 最終話 | 2005年6月17日 | 希望 〜永遠の雨〜 | 麻生学   | 11.5%  |
| 平均視聴率 9.8%（視聴率はビデオリサーチ調べ、関東地区・世帯） |        |               |                   |          |        |

| テレビ朝日系 金曜ナイトドラマ                              | テレビ朝日系 金曜ナイトドラマ              | テレビ朝日系 金曜ナイトドラマ       |
| 前番組                                                     | 番組名                                     | 次番組                              |
| ---------------------------------------------------------- | ------------------------------------------ | ----------------------------------- |
| 特命係長 只野仁（2ndシーズン） （2005年1月14日 - 3月18日） | 雨と夢のあとに （2005年4月15日 - 6月17日） | はるか17 （2005年7月1日 - 9月16日） |

## 舞台

### 概要
2006年に演劇集団キャラメルボックスにより舞台化され、その後2013年に同劇団で再演された。
原作からは登場人物の年齢・職業や人間関係等設定変更がされ、合わせて舞台オリジナルキャラクターも追加されている。
2006年初演では、主人公「雨」役には当時11歳（上演中に12歳の誕生日を迎えた）の福田麻由子をゲスト主演として迎え、脚本・演出は成井豊＋真柴あずき、公演日程は7月20日 - 8月20日に東京・サンシャイン劇場、8月24日 - 31日に大阪・シアターBRAVA!にてそれぞれ上演された。OPダンス曲はテレビドラマ同様、奥田美和子の「雨と夢のあとに」（シングル『BORN』収録版）が起用された。
2013年再演と同時に、派生作品である『ずっと二人で歩いてきた』も上演された。
2013年7月29日よりFeBeにて2013年版キャストでのオーディオドラマが配信されている。
このキャラメルボックス版での脚本による舞台は、度々その他の劇団などでも繰り返し公演が行われている。

### 出演

#### 2006年版
- 桜井雨 - 福田麻由子（客演）
- 桜井朝晴 - 岡田達也
- 小柳暁子 - 岡内美喜子
- 野中マリア - 岡田さつき
- 早川岳男 - 久松信美（客演）
- 早川霧子 - 楠見薫（客演）
- 早川北斗 - 畑中智行
- 高柴/正太郎 - 三浦剛
- ちえみ/沢田 - 大木初枝
- 波代/水村 - 青山千洋
- 洋平/康彦 - 篠田剛
- 広瀬/熊岡 - 小多田直樹
- 番場/大谷 - 小林千恵

#### 2013年版
- 雨 - 吉田里琴（客演）
- 朝晴 - 大内厚雄
- 暁子 - 岡内美喜子
- マリア - 岡田さつき
- 早川 - 岡田達也
- 霧子 - 楠見薫（客演）
- 北斗 - 鍛治本大樹
- 正太郎/高柴 - 三浦剛
- 康彦/洋平 - 西川浩幸
- 水村/波代 - 大森美紀子
- ちえみ/大谷 - 笹川亜矢奈
- 沢田/番場 - 小林春世
- 熊岡/広瀬 - 毛塚陽介

## 派生作品

### ずっと二人で歩いてきた

#### 概要
2013年に演劇集団キャラメルボックスが再演するに当たり柳美里原案/成井豊脚本・演出で『ずっと二人で歩いてきた〜もうひとつの雨のものがたり〜』が舞台制作され、『雨と夢のあとに』の東京公演・大阪公演時に同時上演された。

#### あらすじ
『雨と夢のあとに』から5年後。18歳の大学生になった雨はアパートの前で隣人の栗原雅俊が倒れているのを発見し、雅俊を部屋へと運ぶ。その部屋にはウッドベースがあり、後日雨が訪ねるが雅俊は同居人が居るからと入室を拒んだ。だが、同居人の姿を見た事がある者は誰もおらず・・・

#### 出演
- 雨 - 原田樹里
- 雅俊 -  多田直人
- 優作 - 加治将樹（客演）
- 北斗 - 筒井俊作
- 美栄子 - 坂口理恵